# Santa Maria de Mossellons
Santa Maria de Mossellons fou l'església del poble desaparegut rossellonès de Mossellons, del terme comunal d'Elna, a la Catalunya Nord.
Està documentada l'any 1143 (Beata Maria de Moxsilione), com a pertinença del Capítol d'Elna. En l'actualitat no en queda cap vestigi. Era al costat del castell, també desaparegut, de la Mota de Mossellons.